# Bolax campicola
Bolax campicola är en skalbaggsart som beskrevs av Machatschke 1974. Bolax campicola ingår i släktet Bolax och familjen Rutelidae. Inga underarter finns listade.